# 四子部落
四子部落，是清代蒙古部落，後编为四子部落旗。
成吉思汗长弟拙赤合撒儿15世孙诺颜泰时，在呼伦贝尔及以北一带游牧。张穆《蒙古遊牧記》载：“诺颜泰……有子四，长僧格，号墨尔根和硕齐；次索诺木。号达尔汉台吉；次鄂木布，号布库台吉；次伊尔扎布，号墨尔根台吉”。这四子分牧而居，遂被称为四子部落，蒙古语也叫“杜尔伯特”。四子部落与爱纳噶的杜尔伯特部同宗同祖，同属博尔济吉特氏，只是其“杜尔伯特”一名来自诺颜泰的四个儿子。
后金天聪四年（1630年）四子部落相继归降皇太极；部落此时已从呼伦贝尔移牧西拉木伦河一带。清顺治八年（1651年）设一扎萨克旗，称为“四子部落旗”。此后又和茂明安部、乌喇特部从科尔沁移至归化城土默特东北，属乌兰察布盟。民国初年改称四子王旗，今属内蒙古自治区乌兰察布市。

## 参見
- 扎萨克达尔汗卓哩克图郡王